# ماندال‌اوبو
شهرستان ماندال‌اوبو (به زبان مغولی: Мандал-Овоо сум، [Mandal-Ovoo sum]؛ ᠮᠠᠨᠳᠠᠯ ᠣᠪᠤᠭ᠎ᠠ ᠰᠤᠮᠤ، [mandal obuɣ-a sumu]) یک شهرستان (سُوم) در مغولستان است که در استان اومنوغوبی واقع شده‌است. ماندال‌اوبو ۷٬۴۳۳ کیلومتر مربع مساحت دارد.

## تقسیمات اداری
شهرستان ماندال‌اوبو متشکل از ۳ قصبه (باغ) می‌باشد، شامل:
- اوتگن (مغولی: Өтгөн баг، [ötgön bag]؛ ᠥᠳᠬᠡᠨ ᠪᠠᠭ، [ödken baɣ])
- بایان‌خوشو (مغولی: Баян хошуу баг، [Bajan xošuu bag]؛ ᠪᠠᠶ᠋ᠠᠨ ᠬᠣᠰᠢᠭᠤ ᠪᠠᠭ، [bayan qošiɣu baɣ])
- ماندال (مغولی: Мандал баг، [Mandal bag]؛ ᠮᠠᠨᠳᠠᠯ ᠪᠠᠭ، [mandal baɣ])